# Apodibius
Apodibius är ett släkte av trögkrypare. Apodibius ingår i familjen Necopinatidae.
Kladogram enligt Catalogue of Life:
| Apodibius | \| \| Apodibius confusus \| \| \| \| \| \| Apodibius nuntius \| \| \| \| \| \| Apodibius richardi \| \| \| \| \| \| Apodibius serventyi \| \| \| \| |
|           | \| \| Apodibius confusus \| \| \| \| \| \| Apodibius nuntius \| \| \| \| \| \| Apodibius richardi \| \| \| \| \| \| Apodibius serventyi \| \| \| \| |
|           | Necopinatum |
|           | |
|           | Apodibius confusus |
|           | |
|           | Apodibius nuntius |
|           | |
|           | Apodibius richardi |
|           | |
|           | Apodibius serventyi |
|           | |

|  | Apodibius confusus  |
|  |                     |
|  | Apodibius nuntius   |
|  |                     |
|  | Apodibius richardi  |
|  |                     |
|  | Apodibius serventyi |
|  |                     |